# Leeds Carnegie
Leeds Carnegie – angielski klub siatkarski z Leeds.

## Sukcesy
- Mistrzostwa Anglii
  -  1. miejsce (1x): 2012
  -  2. miejsce (2x): 1993, 2011